# Bo Johnson Theutenberg
Bo Folke Johnson Theutenberg, tidigare Johnson, född 14 maj 1942 i Trollhättan, är en svensk jurist och f.d. diplomat.

## Biografi
Bo Johnson Theutenberg gjorde värnplikt vid flygvapnet. Efter avslutad tjänstgöring utbildade han sig till reservofficer, utnämndes till fänrik 1965 och till major 1986 samt överbefälhavarens rådgivare i folkrätt. År 1966 anställdes han vid Utrikesdepartementet och tjänstgjorde i bland annat Bagdad, New York och Moskva. Han disputerade 1972 i juridik vid Stockholms universitet, med den folkrättsliga avhandlingen Suveränitet i havet och luftrummet, varpå han blev docent i folkrätt vid universitetet. År 1984 blev han adjungerad professor i folkrätt, vilket han var till 1988. Under flera perioder var Theutenberg medlem i försvarsstaben.
År 1982 tog han släktnamnet Theutenberg. I släktutredningen Mellan liljan och sjöbladet (2008–2009), som utreder släktleden ända ner till 1200-talet, framgår att släkten ursprungligen hette Tysk (lat Theotonicus).

### Tiden vid Utrikesdepartementet
År 1976 blev Theutenberg Utrikesdepartementets (UD) sakkunnige inom folkrätt, med ställning som ambassadör från 1982. Åren 1984–1988 kombinerade han posten som folkrättssakkunnig med posten som adjungerad och tillförordnad professor i folkrätt vid Stockholms universitet. 
Under sitt mer än tioåriga innehav av posten som UD:s folkrättssakkunnige drev Theutenberg i synnerhet säkerhetspolitiska frågor, till exempel utvidgningen av det svenska territorialhavet (1979) från 4 till 12 nautiska mil samt striktare så kallade IKFN-regler till skydd för det svenska territoriet mot främmande ubåtsintrång. Theutenberg författade även Sveriges båda protestnoter till Sovjetunionen, dels den 5 november 1981 efter U 137:s grundstötning i Karlskrona skärgård, dels den 26 april 1983 efter ubåtsincidenterna i Hårsfjärden i Stockholms skärgård 1982. Han har i debattartiklar och på andra sätt framfört sin fasta övertygelse att det var sovjetiska ubåtar som under en lång tid på 1970–80-talen kränkte Sverige. Denna uppfattning baserad på hans tjänst i både Försvarsstaben (Op 2) och UD, därmed underkännande uppfattningen att det rört sig om ”minkar och västubåtar”.
År 1986 inledde han hemliga sonderingar med Sovjetunionen om en lösning av den sedan 15 år utestående och uppmärksammade tvisten mellan Sverige och Sovjetunionen om gränsdragningen i den så kallade Vita zonen öster om Gotland, vilken tvist 1988 fick sin slutliga lösning. Efter sitt tillträde 1976 aktiverade han den svenska polarpolitiken, avseende dels Arktis, dels Antarktis. Han var med och planlade den svenska vetenskapliga expeditionen Ymer 80 till Arktis och Svalbard. Vid en konferens på Antarktis planterade han den 10 januari 1985 den svenska flaggan på Sydpolen. Han ledde den svenska delegationen vid de konsultativa staternas möte i Paris i september 1988, då Sverige upptogs bland de konsultativa/styrande staterna i 1959 års Antarktisfördrag.
I februari 1987 lämnade han befattningen som UD:s folkrättssakkunnige då han inte vann den socialdemokratiska regeringens gehör för sin i många avseenden väsentligt hårdare linje mot det kommunistiska Sovjetunionen. Hans ”avgång i protest” var förstasidesstoff i flera tidningar. Han har i skrifter och böcker vänt sig emot den socialdemokratiska så kallade eftergiftspolitiken mot Sovjetunionen, mot det neutrala Sveriges dubbelspel i försvarspolitiken samt det neutrala Sveriges alltför intima relationer med kommunistiska länder och marxist-leninistiska befrielserörelser. Han kom således i stark motsättning mot de radikala kretsarna i Utrikesdepartementet, där han var departementets ledande expert på folkrätt och säkerhetspolitik. I samband med sin avgång från UD utträdde han även ur såväl Kungl Krigsvetenskapsakademien som Kungl Örlogsmannasällskapet, där han hade varit medlem sedan 1984 respektive 1975.
Efter sin avgång från UD var han mellan 1987 och 1988 svensk ambassadör för polarfrågor. Han biträdde han i början av 1990-talet Lettland som expert i landets förhandlingar med det kommunistiska Sovjetunionen om tillbakadragandet av de sovjetiska trupperna från landet. Han hade även andra internationella uppdrag, däribland Malteserordens förste ambassadör i Jordanien. Han var professor i internationell rätt vid Jordaniens universitet under 2001.

### Religionernas roll i världspolitiken
Ett ledande tema i hans folkrättsliga och säkerhetspolitiska författarskap har varit ”Religionernas roll i världspolitiken”, där han, med erfarenheter från sin tjänst vid ambassaden i Moskva 1974–1976, pekat på katolska kyrkans centrala oppositionsroll i Polen mot den kommunistiska diktaturen, vilket i väsentlig mån bidrog till kommunismens nedmontering och försvinnande såväl i Polen som slutligen även i Sovjetunionen och östblocket i övrigt i början av 1990-talet. Åren 1980 och 1981 överlade han i egenskap av UD:s folkrättssakkunnige på den borgerliga regeringens uppdrag med Heliga stolen (Vatikanen) om upprättande av formella diplomatiska relationer mellan Sverige och Heliga stolen, vilka tillkom 1982, 450 år efter Sveriges brytning med Rom efter reformationen.
Inom samma tema uppmärksammade han i böcker och pressartiklar (boken Islamisk rätt utgavs 1975) de utrikes- och säkerhetspolitiska förändringar i världspolitiken som accentuerades i och med Ruhollah Khomeinis omvandling 1979 av Iran till en teokrati styrd av shariarättens lagar. Han har ägnat flera böcker och artiklar åt analys av shariarätten och de återverkningar detta rättssystem ger på folkrätten och de internationella relationerna, liksom de förändringar som tillämpningen av detta rättssystem kan medföra i de olika nationella interna rättsordningarna. Han har drivit linjen om vikten av ökad kunskap om shariarättens struktur och olika tolkningsmöjligheter, där islam och väst genom fördjupad dialog skulle försöka lära sig mer om varandras rättssystem samt därigenom närma sig varandra. Sedan 1979 har han på olika sätt verkat under temat ”Dialogen med islam”, med bland annat besök och föreläsningar i flera islamiska och andra länder, bland annat vid Svenska institutet i Alexandria, vid Al Azhar-universitetet i Kairo samt i Kabul i Afghanistan.
Han har som expert biträtt Heliga stolen (Vatikanen), bland annat vid Stockholm International Forum-konferenserna 2002 och 2004 om förhindrande av folkmord och brott mot mänskligheten. Under temat ”Dialogen med islam” har han varit engagerad på akademisk nivå såväl i Jordanien som i Egypten. 2002 utnämndes han till professor i internationell rätt med inriktning på Mellanöstern vid Jordaniens universitet i Amman. År 2008 utnämndes han till hedersprofessor vid Philadelphia University i Jordanien.
Bo Theutenberg har verkat för, samt på olika sätt främjat, Suveräna Malteserordens respektive Påvliga Heliga gravens av Jerusalem riddarordens sjukvårdande, sociala och humanitära verksamhet, framför allt i Mellanöstern. Dessa katolska riddarordnar har sitt ursprung i korstågstiden för cirka 1 000 år sedan. Den 29 juni 2003 undertecknade han som Suveräna Malteserordens befullmäktigade emissarie ett avtal med den jordanske utrikesministern om upptagande av fulla diplomatiska förbindelser mellan Suveräna Malteserorden (korstågstidens johanniterriddare) och Hashemitiska kungadömet Jordanien (profeten Muhammeds avkomlingar). Det var första gången sedan korstågstiden för cirka 1 000 år sedan som de forna fienderna ”tog varandra i hand”. Den 8 mars 2004 överlämnade han i kungliga Ragadanpalatset i Amman sina kreditivbrev som Suveräna Malteserordens förste ambassadör till Jordanien. Han var även kansler i Skandinaviska associationen av Suveräna Malteserorden.
År 2003 ledde han grundandet av det första ståthållarskapet i Sverige av Påvliga Heliga gravens av Jerusalem riddarorden som dess förste ståthållare 2003–2007. År 2012 utnämndes han av stormästaren för Påvliga Heliga gravens av Jerusalem riddarorden, kardinalen Edwin Frederick O’Brien, till medlem av ordens stormagistrat, ordensledningen i Rom, som har sitt säte i det gamla Palazzo della Rovere invid Peterskyrkan. Under 2016-2017 tjänade han som regent ad interim för ståthållarskapet Sverige. Han var tidigare även riddare av nåd och hängivenhet samt ordenskansler av Skandinaviska associationen av Suveräna Malteserorden.

## Författarskap
Som författare har Bo Theutenberg skrivit om islamisk lag, folkrätt och säkerhetspolitik, havsrätt, miljörätt, polarfrågor, riddarordnar samt om svensk medeltida historia med särskilt fokus på kristendomens historia och genealogi. På folkrättens område har han behandlat svenska förhållanden och Mellanösterns specifika frågor, som i Folkrätten i svensk utrikespolitik (2002) och Folkrätt och säkerhetspolitik (1987), men har även utrett Vatikanen och folkrätten i The Holy See, the Order of Malta and International law (2003). Den svenska medeltiden och dess frälseätter är temat i böcker som Från den heliga graven till Västergötland (2003 - ny utvidgad upplaga under titeln Folkungar och Korsriddare 2006), och släktkrönikan Mellan liljan och sjöbladet (2008). Han har även medverkat med genealogiska artiklar och uppsatser i flera andra publikationer från Skara stiftshistoriska sällskap.
I december 2012 utkom Volym 1 i Bo Theutenbergs bokserie Dagbok från UD, som totalt omfattar 5 volymer. I denna serie återges hans dagboksanteckningar från tjänstgöring i såväl UD och Försvaret som vid Uppsala och Stockholms universitet från 1960-talet till 1980-talet, men med åtskilliga utblickar upp i nutid. I volym 1 berättas bland annat om ubåten U-137:s grundstötning i oktober-november 1981 i Karlskrona skärgård samt om ubåtskränkningarna i Hårsfjärden i Stockholms skärgård i oktober 1982 och den efterföljande svenska protestnoten till Sovjetunionen 26 april 1983, som Theutenberg var författare till. Även frågor som palmemordet och kalla krigets spioner tas upp i serien. I juli 2014 utkom Volym 2 i Bo Theutenbergs memoarserie Dagbok från UD, som täcker hans period i Försvaret och UD åren 1962-1976, d.v.s. det år då han från sin diplomatiska post vid ambassaden i Moskva utnämndes till UD:s Folkrättssakkunnige och fr o m 1982 som ambassadör. I volym nr 2 berättas om hans tjänst i incidentberedskapen i Flygvapnet samt om tjänsten på Försvarsstabens Opl 2 under kalla kriget, där mycket underrättelsearbete skedde. Den 20 juni 2017 presenterades vid en pressträff på Armémuseum, arrangerad av föreningen Öga & Öra, volym 3 (810 sidor) i Bo Theutenbergs memoarserie Dagbok från UD, vilken täcker hans fyra första år 1976-1980 som UD:s folkrättssakkunnige. Det första kapitlet i denna volym 3 beskriver ingående den KGB-infiltration och desinformation som Sverige utsattes för under det kalla kriget, vilket fick långsiktiga konsekvenser inte minst i form av den dagsaktuella försvars- och säkerhetspolitiska debatten, där frågan om Sveriges medlemskap i NATO ännu idag, enligt Theutenberg, blockeras av det kalla krigets KGB-impulser. I andra kapitlet beskrivs Kontraspionagets arbete i syfte att stoppa pågående försök att infiltrera t o m regeringsnivån, inklusive UD.

## Utmärkelser
- Storkors av Påvliga Heliga gravens orden (StkPåvlHGO)[28]
- Storkors av Suveräna Malteserordens förtjänstorden (StkSMaltO:sFO)
- Kommendör av Isländska falkorden med stjärna (KIFOmstj)
- Kommendör av Franska Nationalförtjänstorden (KFrNfO)
- Kommendör av Påvliga Sankt Sylvesterorden (KPåvlS:tSO)
- Påvliga Heliga gravens ordens Jerusalemspalm i guld (PåvlHGO:sGFt)
- Stockholms Katolska Stifts medalj i guld (SthKSGM)
- Riddare av 1 klass av Kungliga Neapolitanska Sankt Georgsorden med kraschan (RNeapS:tGO1klmkr)